# شتیتنا ناد ولاری-پوپوو
شتیتنا ناد ولاری-پوپوو (به چکی: Štítná nad Vláří-Popov) یک منطقهٔ مسکونی در جمهوری چک است که در ناحیه زلین واقع شده‌است. شتیتنا ناد ولاری-پوپوو ۲۸٫۴ کیلومتر مربع مساحت و ۲٬۳۶۷ نفر جمعیت دارد و ۳۱۸ متر بالاتر از سطح دریا واقع شده‌است.